# فخفخينو (فلم)
فخفخينو فيلم مصري إنتاج عام 2009.

## قصة الفيلم
تدور أحداث الفيلم حول رجل أعمال فاسد يقوم بعمل المشاكل لمجموعة من الشباب يعانون البطالة والفساد رغبة منه في سرقة أفكارهم.

## الممثلون
- يوسف شعبان
- رانيا يوسف
- بوسي سمير
- مصطفى هريدي
- أحمد التهامي
- نور قدري
- ياسمين جمال
- إيمان رجائي
- ريم رأفت
- حمدي السخاوي
- علاء زينهم
- محمد أحمد ماهر
- عزت بدران
- شريف عبد المنعم

## روابط خارجية
- مقالات تستعمل روابط فنية بلا صلة مع ويكي بيانات